# Michael Neumayer
Michael Neumayer (Bad Reichenhall, 15 de enero de 1979) es un deportista alemán que compitió en salto en esquí. 
Participó en dos Juegos Olímpicos de Invierno, obteniendo una medalla de plata en Vancouver 2010, en la prueba de trampolín grande por equipo (junto con Andreas Wank, Martin Schmitt y Michael Uhrmann), y el cuarto lugar en Turín 2006, en la misma prueba.
Ganó tres medallas en el Campeonato Mundial de Esquí Nórdico entre los años 2005 y 2013.

## Palmarés internacional
| Juegos Olímpicos   | Juegos Olímpicos       | Juegos Olímpicos  | Juegos Olímpicos |
| Año                | Lugar                  | Medalla           | Prueba           |
| ------------------ | ---------------------- | ----------------- | ---------------- |
| 2010               | Vancouver (Canadá)     | Medalla de plata  | TG por equipos   |
| Campeonato Mundial |                        |                   |                  |
| Año                | Lugar                  | Medalla           | Prueba           |
| 2005               | Oberstdorf (Alemania)  | Medalla de plata  | TN por equipos   |
| 2011               | Oslo (Noruega)         | Medalla de bronce | TN por equipos   |
| 2013               | Val di Fiemme (Italia) | Medalla de plata  | TG por equipos   |